# Athabascawaterval
De Athabascawaterval is een waterval in het nationaal park Jasper in Alberta, Canada. Het betreft een klasse 5-waterval met een valhoogte van 23 meter en een breedte van 18 meter.
De waterval dankt zijn bekendheid niet aan zijn geringe hoogte, maar aan de grote hoeveelheid water die naar beneden valt.
Een laag van hard kwartsiet zorgde ervoor dat de waterval in een zachtere laag kalksteen eronder kon eroderen, zodat er een korte hals met een groot aantal gaten is ontstaan. Er ontstaat vaak wildwater onderaan de waterval dat vervolgt in de Athabasca-rivier tot aan de plaats Jasper.
De waterval is goed bereikbaar vanaf de Icefields Parkway (Highway 93), tussen de plaatsen Banff en Jasper.

## Galerij

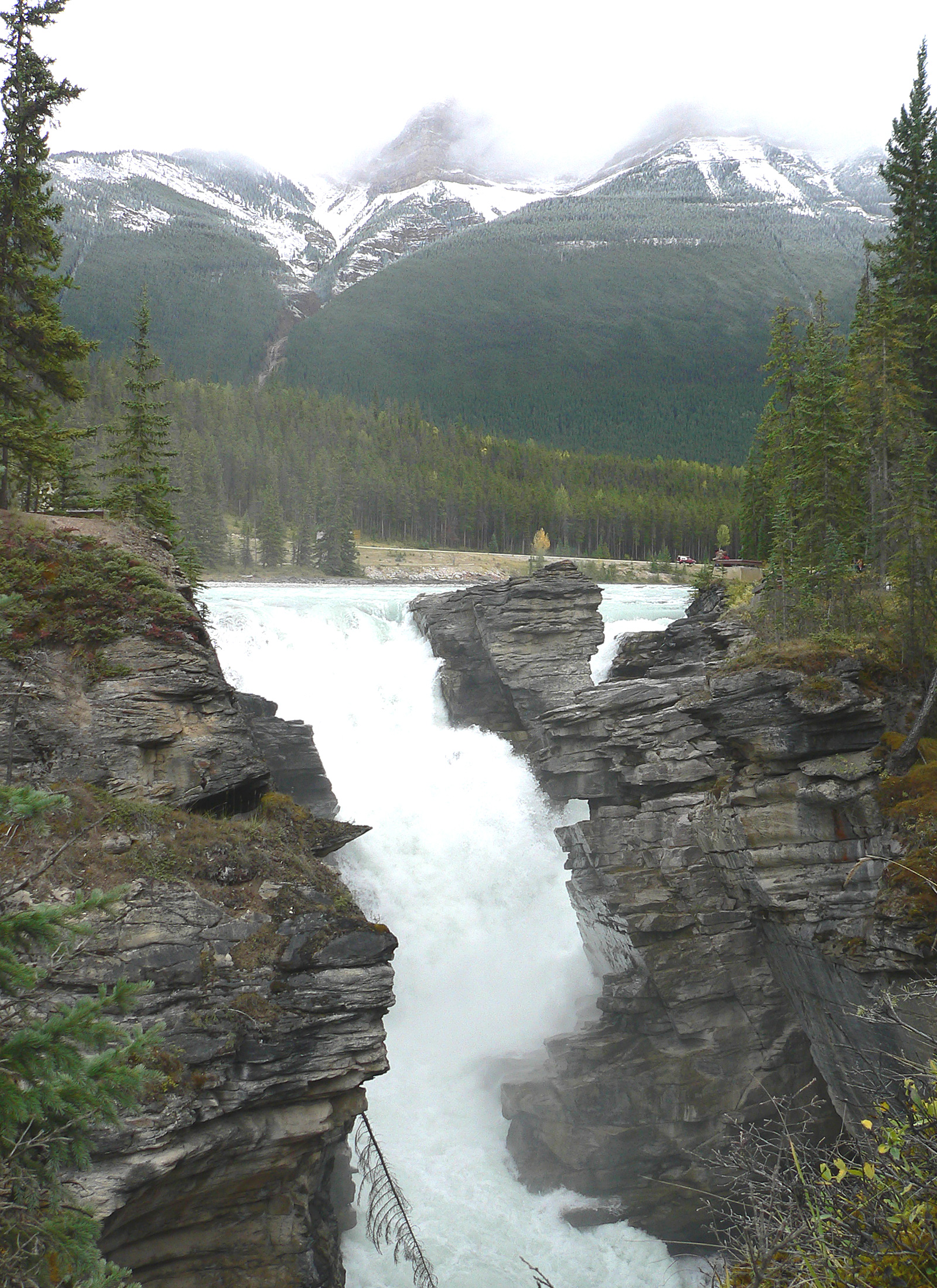
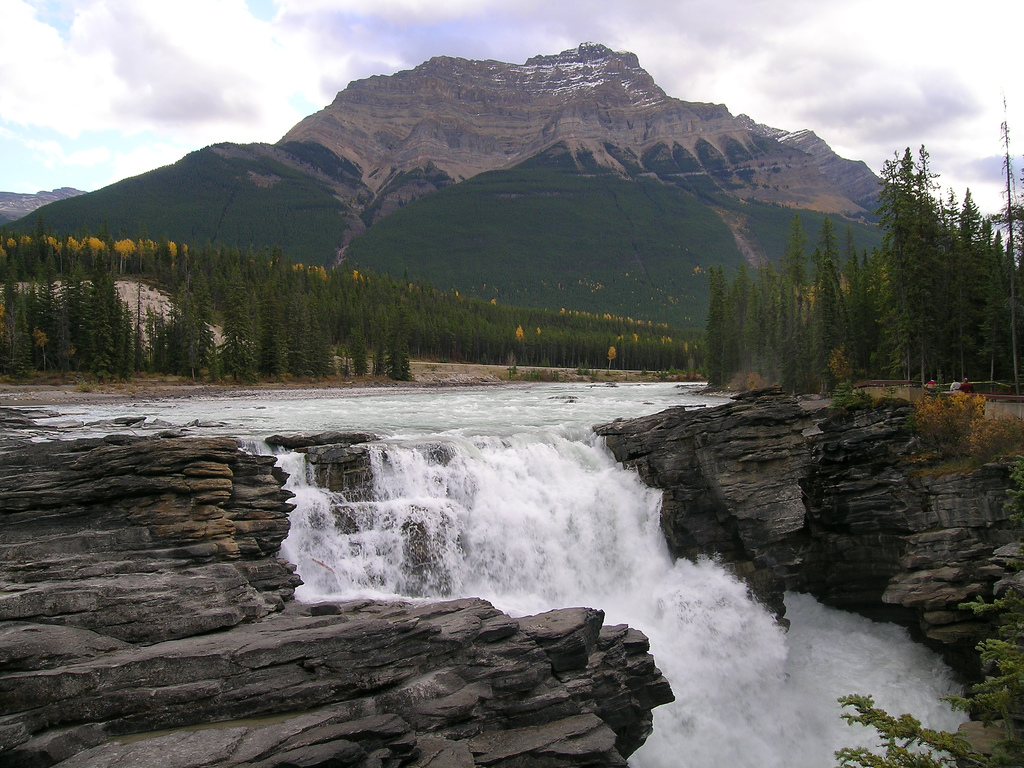
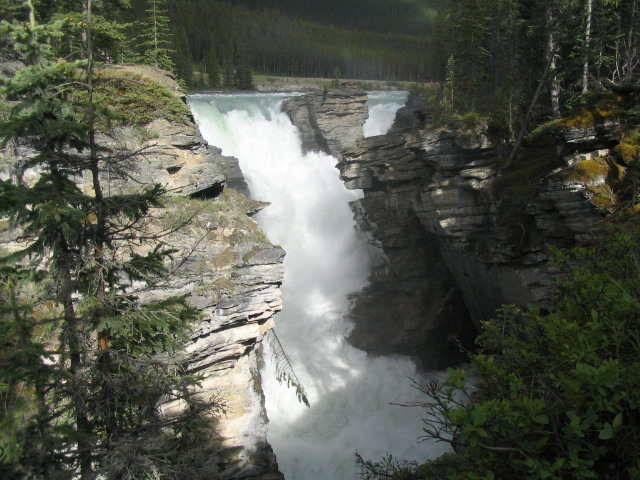